# Wyspa Kangura

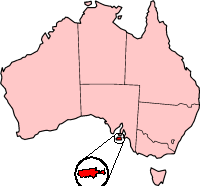
Wyspa Kangura

Wyspa Kangura (ang. Kangaroo Island) – trzecia co do wielkości wyspa Australii (po Tasmanii i Wyspie Melville’a). Położona jest 112 km na południowy zachód od Adelaide, przy wejściu do Zatoki Świętego Wincentego, 13 km od przylądka Jervis, przy samym końcu półwyspu Fleurieu w Australii Południowej.

## Podstawowe fakty o wyspie

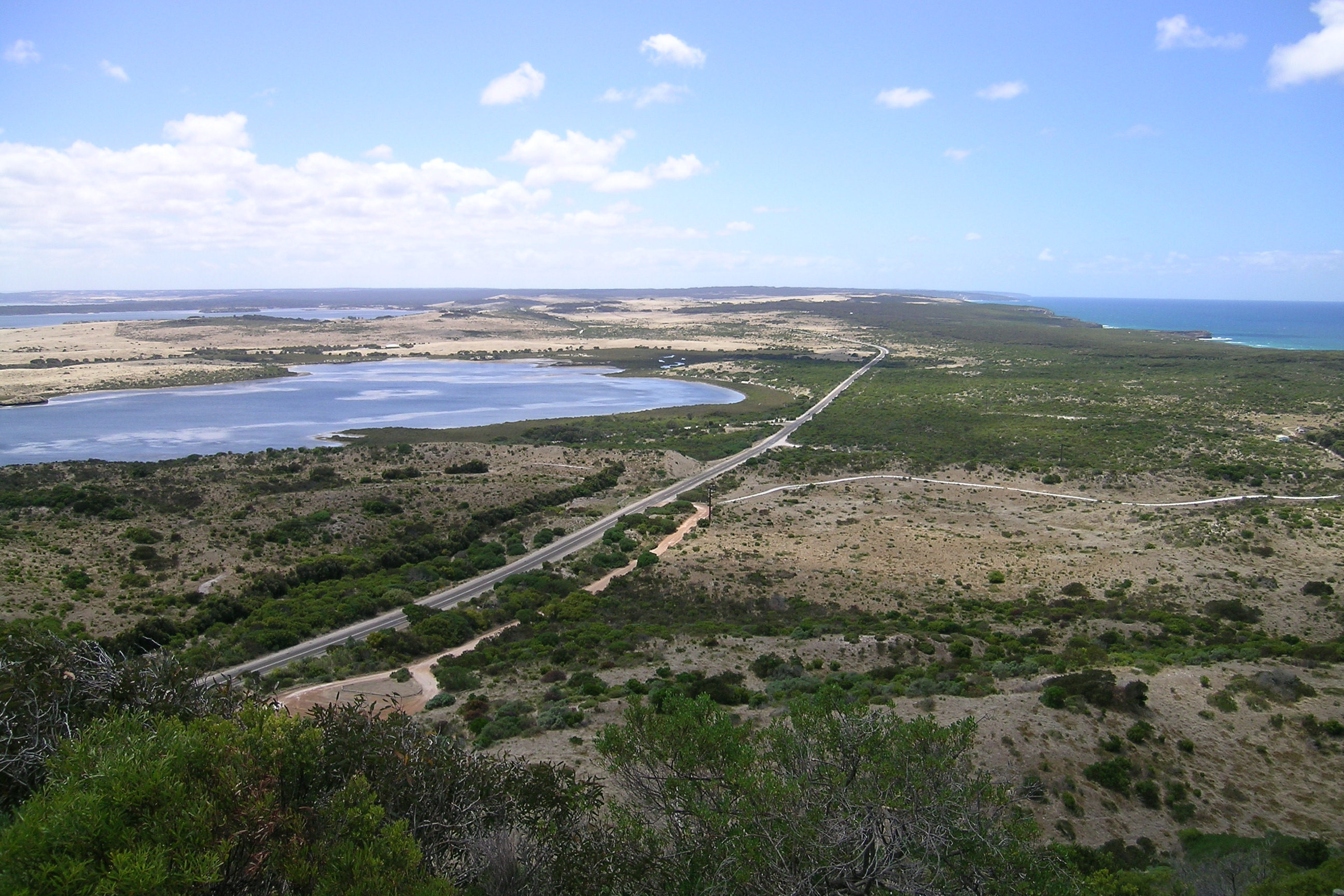
Kangaroo Island, południowa część wyspy

### Geografia
Wyspa ma 145 km długości. Szerokość waha się od 900 m do 57 km. Łączny obszar 4405 km². Najwyższe wzniesienie na wyspie osiąga 307 m n.p.m. Długość linii brzegowej około 509 km, przeważają strome wybrzeża klifowe.

### Klimat
Zima (od czerwca do września) jest chłodna z częstymi opadami deszczu, lato zazwyczaj ciepłe i suche. Maksymalne temperatury latem bardzo rzadko przekraczają 35 °C. Przeciętna temperatura w sierpniu waha się pomiędzy 13 °C a 16 °C, a w lutym, najgorętszym miesiącu roku, pomiędzy 20 °C a 25 °C. 2/3 opadów deszczu przypada na miesiące pomiędzy majem i wrześniem, roczne opady deszczu na wyspie wahają się od 450 mm przy Kingscote do 700 mm przy Cape du Couedic. Najwilgotniejszym miesiącem jest lipiec.

### Demografia i gospodarka
Na wyspie mieszka na stałe około 4100 mieszkańców, z czego około 1400 w Kingscote (1991). Gospodarka opiera się głównie na rolnictwie (wyrób win, miód, zboże, wełna i mięso), rybołówstwie i turystyce. Na Wyspie Kangura produkowany jest słynny na całą Australię miód.

### Fauna i flora
Ponad połowa wyspy jest ciągle pokryta oryginalnym buszem, około 1/3 z tego zawarta jest w parkach narodowych i krajobrazowych. Główne obszary chronione w ten sposób to:
- Flinders Chase National Park
- Sealbay Conservation Park
- Cape Gentheaume Wilderness Protection Area
- Cape Bouguer Wilderness Protection Area

Ponieważ wyspa oddzielona jest od głównego kontynentu australijskiego, na wyspie brak wprowadzonych do Australii przez Europejczyków lisów i królików. Na wyspie występuje wiele rodzimych gatunków zwierząt, np. kangur szary, walabia dama, krótkonos brązowy, pałanka kuzu, dwa gatunki drobnych torbaczy z rodziny drzewnicowatych: Cercartetus lepidus i Cercartetus concinnus, kolczatka australijska, kotik nowozelandzki, uchatka australijska, dwa gatunki szczurów, sześć gatunków nietoperzy, sześć gatunków żab. Jedynym endemicznym kręgowcem jest drobny torbacz Sminthopsis aitkeni. Introdukowane gatunki to dziobak, koala i pałanka wędrowna. „Misie” koala zostały tu sprowadzone przez kolonistów, a ponieważ podlegają całkowitej ochronie, zaczęły zagrażać stabilności lokalnego ekosystemu i część z nich jest corocznie odsyłana w inne miejsca w Australii.
Do I połowy XIX wieku Wyspę Kangura zamieszkiwał endemiczny ptak z rodziny emu – emu mały – wymarły ok. 1827 roku.

## Turystyka
Wyspa Kangura jest bardzo popularnym miejscem wycieczek, nie tylko dla turystów z zagranicy i innych stanów, ale także dla mieszkańców Adelajdy. Główna Tourist Information informacja turystyczna znajduje się w Penneshaw i otwarta jest 7 dni w tygodniu.

### Najpopularniejsze atrakcje

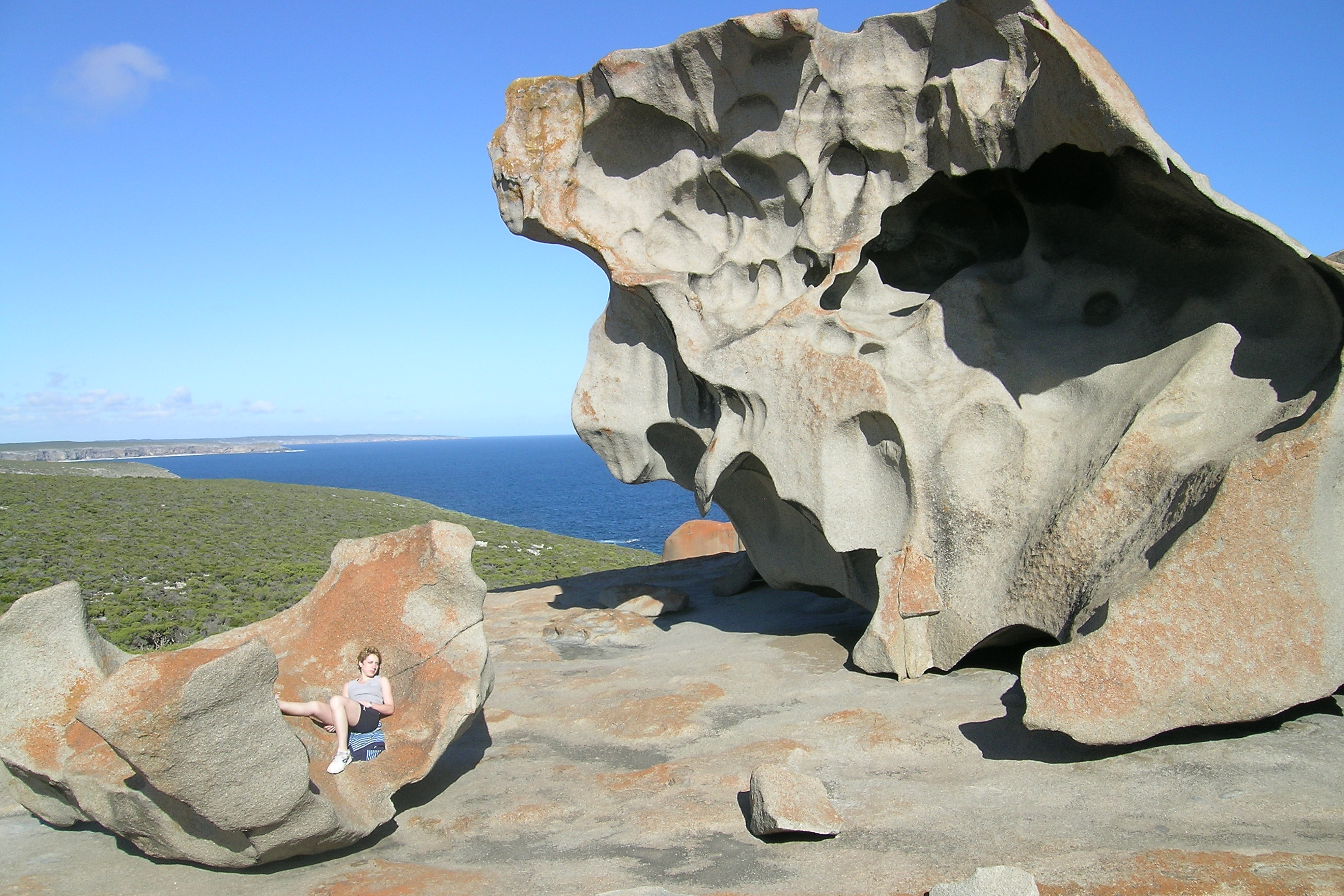
„Zadziwiające skały”

Najpopularniejsze atrakcje turystyczne na wyspie to:
- Seal Bay (Zatoka Fok), spacer po plaży zaledwie kilkanaście metrów od odpoczywających na piasku lwów morskich.
- Flinders Chase National Park, jeden z najpiękniejszych parków narodowych w Australii z wieloma atrakcjami (m.in. Remarkable Rocks i Admiral’s Arch)
- Admiral’s Arch – niesamowita formacja skalna z bonusem – kolonią fok.
- Remarkable Rocks (Zadziwiające skały), spektakularne okruchy kamienne o fantazyjnych kształtach, prawdziwa mekka dla miłośników fotografii i pięknych widoków.
- Kelly Hill Caves (Groty Kelliego Hilla), jaskinie z atrakcyjnymi stalaktytami i stalagmitami.

### Ograniczenia i zakazy
Obowiązuje całkowity zakaz sprowadzania na wyspę nowych gatunków roślin i zwierząt obcych dla ekosystemu, których wprowadzenie mogłoby go naruszyć. Na wyspę nie wolno sprowadzać pszczół, miodu, ani żadnych produktów miodowych.

### Transport
Na wyspę można dostać się drogą powietrzną (lot z Adelajdy trwa około 30 minut) lub morską – promem z Cape Jervis do Penneshaw (około 50 minut) lub z Wirrina do Kingscote (około 90 minut).

## Historia wyspy

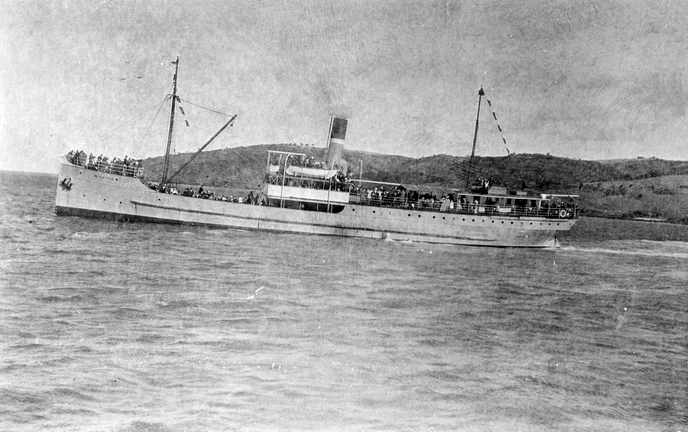

Wyspa Kangura została odłączona od Australii około 10 000 lat temu po podniesieniu się poziomu morza. Aborygeni zamieszkiwali wyspę od przynajmniej 11 000 tysięcy lat, ale z nieznanych powodów zniknęli około roku 200 p.n.e. Istnieje wiele teorii na ten temat, najbardziej popularne z nich to wybuch epidemii, wyniszczająca wojna lub zmiana klimatu.
W 1802 r. odkrywca Matthew Flinders nazwał nowo odkrytą ziemię „Kangaroo” Island. Flinders wylądował na wyspie na północnym wybrzeżu w okolicach przylądka Dudley. Największym miastem na wyspie jest Kingscote, założone 27 lipca 1836 r., była to pierwsza oficjalna kolonia w Australii Południowej.

## Temperatura i pogoda
- Przeciętna temperatura roczna: 11,6–19,1 °C
- Przeciętna temperatura w styczniu: 14,9–23,6 °C
- Przeciętna temperatura w lipcu: 8,4–14,6 °C
- Liczba dni z temperaturą ponad 30 °C: 10,3
- Liczba dni z temperaturą ponad 35 °C: 1,6
- Liczba dni z temperaturą poniżej 2 °C: 0,3
- Roczne opady deszczu: 485,1 mm
- Przeciętna siła wiatru: 14,7–17,7 km/h